# Петак тринаести 5: Нови почетак
Петак тринаести 5: Нови почетак (енгл. Friday the 13th: A New Beginning) је амерички хорор филм из 1985. у режији Денија Стајнмана, наставак филма Петак тринаести 4: Последње поглавље и други у серијалу филмова у ком Џејсон Вoрхис није убица. У главним улогама су Џон Шеперд у улози Томија Џарвиса, Мелани Кинаман и Шавар Рос.
Чињеница да се Џејсон не појављује у филму, већ под његовом маском Рој Бернс почињава убиства, главни је разлог великог неуспеха филма и великог разочарања публике. Филм је требало да покрене причу у другом смеру и да уместо Џејсона, који је наизглед заиста убијен у 4. делу, други људи почињу да чине монструозна убиства, попут његових. Пошто публика није била задовољна том идејом, две године касније снимљен је наставак под називом Петак тринаести 6: Џејсон живи, који враћа Џејсона у улогу главног негативца.

## Радња
Неколико година након смрти Џејсона Ворхиса, тинејџера Томија Џарвиса прогоне кошмари о масовном убици, због чега је завршио у Ангеровом институту за ментално здравље. Тренутно је смештен у центру за младе Пајнхерст, приватној установи којом управљају др Метју "Мет" Летер и његова асистенткиња Пем Робертс. Томи тамо упозна остале тинејџере, укључујући љубавнике Едија и Тину (зависнике од секса), муцавог Џејка, опсесивно-компулсивну припадницу готске супкултуре Вајолет (која не скида слушалице вокмена са ушију), Робин (која је једина наизглед нормална у сваком погледу), сироче Џоија, који је компулсивни ждера и смор, и дечака Реџија, чији деда Џорџ ради у установи као кувар. Група и особље стално имају невоље са комшијама, домаћицом Етел Хабард и њеним сином, кога она зове "Јуниором", јер је Едију и Тини прешло у навику да крадом воде љубав у дворишту Хабардових. Из тог разлога Мет забрањује групи да се искрада из просторија Пајнхерста.
Виктор Џ. Фаден, живчани пацијент установе, нагло падне у јарост услед упорног смарања од стране Џоија док цепа дрва за огрев, те у афекту брутално раскомада Џоија секиром, након чега је ухапшен. Те вечери двојица гризера, Вини и Пит, убијени су од стране невиђеног нападача након што им се аутомобил поквари, а конобарица Лана и њен момак Били убијени су наредне вечери. Градоначелник Коб је ван себе, а шериф Такер хипотетише да је Џејсон Ворхис још увек жив, што још више разбесни градоначелника, који тврди да је Џејсоново тело кремирано.
Следећег јутра Еди и Тина, упркос Метовој забрани, оду на фарму Хабардових да воде љубав. Тамо их примети Рејмонд, бескућник којег је Етел унајмила за физичке послове, а који је убрзо потом убијен. Вративши се након што се опрао у потоку, Еди види да је Тина убијена, а одмах затим и њега снађе иста судбина. У међувремену Реџи замоли деду да му дозволи посету свом старијем брату Демону, који се управо вратио у град, а Пем се понуди да га одвезе у град и да му прави друштво, повевши и Томија на Метов предлог. Док Пем и Реџи једу енчиладе са Демоном и његовом девојком Анитом, Томи сретне "Јуниора" Хабарда на мотору у алкохолисаном стању, који препозна Томија као пацијента из Пајнхерста и почне да га провоцира, што потом прерасте у тучу. Томи савлада и брутално премлати Јуниора, али га Пем заустави, а Томи, схвативши шта је учинио, побегне у шуму. Након што Пем и Реџи оду да нађу Томија, Демона спопадне тежак пролив од енчилада, те он одјури у клозет. Док је Демон у клозету, Анита је заклана, да би потом и Демона снашла иста судбина. Након што се Пем и Реџи врате у установу, Џејк им саопшти да су Мет и Реџијев деда нестали. Пем оде да их потражи, поставивши Џејка за шефа. Затим су убијени Јуниор и Етел, као и Џејк, Робин и Вајолет након што Реџи заспи. Реџи се пробуди баш кад се Пем врати, те њих двоје затекну тела потоњег тројца у Томијевој соби. Неколико тренутака касније убица, наизглед васкрсли Џејсон Ворхис, бане у кућу.
Након дуге јурњаве, током које Пем и Реџи затекну тела Мета и Реџијевог деде, Реџи удари Џејсона трактором, а затим га намами у амбар. Томи се врати и угледа Џејсона, који крене према њему. Томи није у стању да разлучи да ли је у питању халуцинација или стварност, све док га Џејсон не удари мачетом и скоро га убије. Док се Џејсон спрема да га докрајчи, Томи га убоде у ногу својим склопивим ножем, а затим се на једвите јаде, уз помоћ Пем и Реџија, попне до поткровља амбара, где изгуби свест, наизглед мртав. Џејсон се попне у поткровље амбара и, мислећи да је Томи мртав, потражи Пем и Реџија. Пем му на препад расече раме моторном тестером, а Реџи га затим гурне из поткровља кроз горња врата за подизање сена. Џејсон, који није пао доле, ухвати Реџија за ногу и почне да га вуче са собом према доле и док Пем безуспешно покушава да га ослободи, Томи се изненада освести и удари Џејсона мачетом по руци, те он падне на тракторску дрљачу окренуту наопако и остане на месту мртав. У тренутку пада, убичина хокејашка маска спадне, откривајући да то није прави Џејсон, већ Рој Бернс, један од болничара хитне помоћи који је дошао на место Џоијевог убиства.
Полиција касније идентификује Роја као Џоијевог оца (који га је напустио на рођењу након што је Џоијева мајка умрла на порођају), те утврди да је он полудео након синовљеве смрти, поставши убица-плагијатор. Док се опоравља у болници, Томи доживи кошмар у ком он мачетом прободе Пем, која му је дошла у посету, али се тргне из сна, да би потом уследила још једна халуцинација Џејсона. Томи потом чује Пем како прилази и разбије прозор да би изгледало као да је побегао. Када Пем журно уђе унутра, Томи се појави отпозади са Ројевом хокејашком маском на лицу и кухињским ножем у руци.

## Улоге
| Глумац              | Улога                      |
| ------------------- | -------------------------- |
| Џон Шеперд          | Томи Џарвис                |
| Мелани Кинаман      | Пем Робертс                |
| Шавар Рос           | Реџи                       |
| Ричард Јанг         | др Метју Летер             |
| Дик Вајанд          | Рој Бернс                  |
| Тифани Хелм         | Вајолет                    |
| Џулијет Каминс      | Робин                      |
| Марко Синџон        | шериф Такер                |
| Џери Павлон         | Џејк                       |
| Керол Локател       | Етел Хабард                |
| Деби Су Ворхис      | Тина                       |
| Вернон Вошингтон    | Џорџ                       |
| Џон Роберт Диксон   | Еди                        |
| Мигел Нуњез         | Демон                      |
| Џери Филдс          | Анита                      |
| Боб Дисимони        | Били                       |
| Ребека Вуд          | Лана                       |
| Кори Фелдман        | Томи Џарвис (са 12 година) |
| Кори Паркер         | Пит                        |
| Ентони Барили       | Вини                       |
| Вилијам Каски Свејм | Дјук                       |
| Доминик Браскија    | Џои                        |
| Марк Вентурини      | Виктор Џ. Фаден            |
| Ричард Лајнбек      | заменик шерифа Дод         |
| Рик Мансини         | градоначелник Коб          |

## Музика
Као и за претходна четири филма, музику је у целости компоновао Хари Манфредини. У филму нису коришћене теме из претходних наставака.
Од музичких нумера, у филму је коришћена песма His Eyes аустралијског синтпоп бенда Pseudo Echo.

## Цензура
У Уједињеном Краљевству неке сцене убистава и голотиње су накнадно скраћене, али је и поред тога филм у тој земљи забрањен за млађе од 18 година. Нескраћена верзија је у тој земљи доступна искључиво на ДВД и Блу-реј издањима.